# Antar Zerguelaine
Antar Zerguelaine (Jijel, 4 januari 1985) is een Algerijnse middellangeafstandsloper, die zich heeft gespecialiseerd in de 1500 m en het veldlopen. Hij nam eenmaal deel aan de Olympische Spelen, maar won hierbij geen medailles.

## Loopbaan
Zijn beste prestatie leverde Zerguelaine als junior door op de Pan-Arabische jeugdkampioenschappen goud te winnen op de 800 m en de 1500 m. Hierna nam hij verschillende malen deel aan een wereldkampioenschap, maar won hierbij geen medailles.
Op de Olympische Spelen van 2008 in Peking sneuvelde hij in de halve finale van de 1500 m met een tijd van 3.40,64.

## Titels
- Algerijns kampioen 1500 m - 2005

## Persoonlijke records
Outdoor
| Onderdeel | Prestatie | Datum        | Plaats |
| --------- | --------- | ------------ | ------ |
| 800 m     | 1.45,81   | 14 juni 2008 | Rabat  |
| 1500 m    | 3.31,21   | 28 juli 2009 | Monaco |

Indoor
| Onderdeel | Prestatie | Datum            | Plaats    |
| --------- | --------- | ---------------- | --------- |
| 1000 m    | 2.19,54   | 11 februari 2007 | Karlsruhe |
| 1500 m    | 3.39,49   | 3 februari 2007  | Stuttgart |
| 3000 m    | 7.50,50   | 26 februari 2006 | Gent      |

## Palmares

### 800 m
- 2004:  Pan-Arabische kamp. - 1.57,7
- 2008: DNS OS

### 1500 m
- 2004: 4e WK junioren - 3.43,19
- 2004:  Pan-Arabische kamp. - 3.48,47
- 2005: 7e Wereldatletiekfinale - 3.36,34
- 2005:  Islamitische Solidariteits Spelen - 3.47,90
- 2007: 6e WK - 3.35,29
- 2008: 11e in ½ fin. OS - 3.40,64
- 2009: 6e in series WK - 3.42,37

### veldlopen
- 2004: 5e WK junioren in Grosseto - 3.43,19
- 2005: 34e WK in Saint-Galmier - 12.22
- 2006:  Maghreb kamp. in Biskra - onbekende tijd
- 2006: 77e WK in Fukuoka - 11.50